# Allophylus simplex
Allophylus simplex är en kinesträdsväxtart som beskrevs av Eduardo Quisumbing y Argüelles. Allophylus simplex ingår i släktet Allophylus och familjen kinesträdsväxter. Inga underarter finns listade i Catalogue of Life.